# 伍德兰 (加利福尼亚州)
伍德兰（英文：Woodland），是位於美国加利福尼亚州优洛县的一座城市，也是該郡的首府。建市于1871年2月22日，面积 大约为15.3平方英里 (39.6平方公里)。根据2010年美国人口普查，该市有人口55,468人。